# Namkhai Norbu
Chögyal Namkhai Norbu Rinpoche (Geug, Derge (arrondissement), 8 december 1938 – Arcidosso, 27 september 2018) was een Tibetaans-Italiaans geestelijke, tibetoloog en mongoloog opgeleid in de boeddhistische tradities van meditatie, filosofie en geneeskunst en een van de belangrijkste Dzogchen meesters.

## Erkenning als reïncarnatie van Adzom Drugpa en Drug Shabdrung
Norbu werd op de leeftijd van twee jaar door Palyul Karma Yangsi en Shechen Rabjam erkend als de reïncarnatie van de tulku Adzom Drugpa Rinpoche (1842-1924), een van de grote leraren van de Dzogchen. Toen hij vijf jaar oud was herkende de 16e Karmapa Gyalwang, Rangjung Rigpei Dorje (1924-1981) en de 11de Tai situ, Pema Wangchuk Gyalpo (1886-1952) hem als de geestelijke incarnatie van een andere bekende leraar, Drug Shabdrung Rinpoche ook wel bekend als Shabdrung Ngawang Namgyal (1594-1651), de 18de abt van het Ralung Klooster en de eerste Dharmaraja van Bhutan, (die Bhutan verenigde tot een nationale staat) en zelf een incarnatie was van Pema Karpo (1527-1592).

## Vroege jeugd, opleiding en leraren
Door bovenstaande vroege erkenning begon Namkhai Norbu al op jonge leeftijd met zijn studie in het Tibetaans boeddhisme, waarbij hij les kreeg van de beste geestelijken van die tijd. In 1943 ging Chögyal Namkhai Norbu Rinpoche naar het Derge-klooster, waar ook de koning van Derge woonde en die op het kloostercomplex een gebouw ter beschikking stelde aan Namkhai Norbu en zijn leraar. Dankzij zijn goede geheugen en de strengheid van zijn leraar, was zijn eerste studie afgerond op de leeftijd van negen jaar (normaal duurt deze tot de leeftijd van 19 jaar) en vervolgde hij zijn studie tot 1954 aan het Sakya College, waar hij vele jaren boeddhistische filosofie studeerde met Öntö Khyenrab Chökyi Özer (1889-196?). Hij ontving ook tal van tantrische en Dzogchen overleveringen van vele meesters, onder wie zijn oom van vaderszijde Togden Ugyen Tendzin (1888-1962), oom van moederszijde Khyentse Rinpoche (Bhutan, 1961), Chökyi Wangchuk, Drubwang Rinpoche, Kunga Palden, Negyab Rinpoche, Adzom Gyalse Gyurme Dorje (1895-1969), Dzongsar Khyentse Rinpoche (Bhutan, 1961) en Bo Gongkar Rinpoche. In 1951 ontving hij ook lessen van Ayu Khandro Dorje Paldrön (1839-1953), een vrouw die meer dan vijftig jaar in donkere retraite verbleef en een leerling was van Jamyang Khyentse Wangpo (1820-1892).

## Visioen over zijn belangrijkste leraar
In 1953 kreeg Namkhai Norbu zijn eerste officiële verantwoordelijkheid en hem werd verzocht naar China te gaan als vertegenwoordiger van Tibetaanse jongeren van de Provinciale Vergadering uit de provincie Sichuan. Hij begon toen ook Chinees te leren. Na een bezoek aan Chengdu en Chungching accepteerde hij de uitnodiging om de Tibetaanse taal te onderwijzen in Menyag. In deze tijd ontmoette hij de 9de Gangkar Rinpoche, Karma Chokyi Senge (1954-1992), van wie hij instructies ontving over de zes yoga's van Naropa en andere leringen.
Namkhai Norbu kreeg in China een visioen waarin een onbekende man zich voorstelde als zijn leraar. Een jaar later, in 1955, bij terugkomst in Tibet, beschreef een bezoeker bij zijn vader thuis een vreemde man die hij had gezien en die met zijn visioen overeenkwam. Hierdoor ontmoette hij na een vierdaagse reis zijn belangrijkste leraar Rigdzin Changchub Dorje  (1826-1961), een op het oog doorsneepersoon, bij wie hij zes maanden in Khamdogar bleef. Van Rigdzin Changchub Dorje ontving hij de authentieke overdracht van Dzogchen. Hij realiseerde zich de essentie van de 'dharma' als een staat van zijn (in plaats van enkel dharma teksten weten). Hij vond dat deze leer niet alleen door personen in hooggeplaatste functies kon worden onderwezen, zoals toen gebruikelijk was, maar door iedereen kan worden onderwezen, begrepen en beoefend. Dit besef bleef een karakteristiek kenmerk voor zijn manier van lesgeven gedurende zijn gehele leven.

## Auteur, redacteur en hoogleraarschap
In eind jaren 50 maakte Chögyal Namkhai Norbu een pelgrimstocht naar Tibet, India en Nepal. Hij woonde in 1959 in Sikkim tijdens de Opstand in Tibet (1959), omdat hij toen niet meer in staat was naar zijn vaderland te gaan om zich bij zijn familie te voegen. Hij bleef in Sikkim werkzaam als auteur en redacteur voor de regering van Sikkim. Op de leeftijd van slechts tweeëntwintig werd hij erkend als zeer deskundig in alle aspecten van de Tibetaanse cultuur en bracht de Tibetaanse diaspora hem naar Italië op uitnodiging van professor Giuseppe Tucci om te werken aan het ISMEO Instituut in Rome voor twee jaar. Van 1964 tot 1992 was Namkhai Norbu hoogleraar Tibetaans en Mongools voor zowel de taal als de literatuur aan het Oriëntaals Instituut van de Universiteit van Napels. Namkhai Norbu wordt gezien als een autoriteit op het gebied van Tibetaanse beschaving, in het bijzonder op de gebieden geschiedenis, literatuur, Tibetaanse geneeskunde en astrologie.

## Zijn onderzoek, onderricht en internationale organisaties
In 1971 begon Chögyal Namkhai Norbu Rinpoche les te geven in yantra yoga, Tsa lung, Trul khor een oude vorm van Tibetaanse yoga waarin beweging, ademhaling en visualisatie worden gecombineerd. Een paar jaar later begon hij ook Dzogchen onderricht te geven aan een kleine groep van Italiaanse studenten waarvoor een Dzogchen Gemeenschap werd gesticht. Op dat moment was Dzogchen nog relatief onbekend in het Westen. Naarmate de belangstelling voor zijn leer groeide, wijdde Namkhai Norbu zich aan het verspreiden van Dzogchen en tot oprichting van zetels van de Dzogchen gemeenschap, over de hele wereld. Vandaag zijn er zetels in Italië, de Verenigde Staten, Zuid-Amerika, Australië en Rusland. 
Verder richtte hij de Internationale Shang-Shung Instituut op voor de culturele tradities van Tibet, en ASIA, een non-profitorganisatie die actief is in Tibet, vooral gewijd voor het dienen van de educatieve en medische behoeften van het Tibetaanse volk en zijn behoudenis.
In 1983 organiseerde hij de eerste Internationale Conventie van Tibetaanse geneeskunde in Venetië.   Vanaf het moment van zijn verblijf in Italië richtte Namkhai Norbu zijn onderzoek vooral op de oude geschiedenis van Tibet en onderzocht grondig de autochtone Bön traditie. Zijn boeken gaan over geschiedenis, geneeskunde, astrologie, Bön en folkloristische tradities zoals namkha en worden gezien als bewijs van zijn diepgaande kennis over de Tibetaanse cultuur en zijn inzet om dit oude culturele erfgoed te bewaren.

## Documentaire met zijn zoon
Tussen 1988 en 2009 werkten Namkhai Norbu en zijn zoon Khyentse Yeshi Namkhai, mee aan de documentaire My Reincarnation met Jennifer Fox die in 2010 uitkwam. Het is een episch drama over de relatie tussen de twee en de naar elkaar toegroeiende zienswijzen over het voortzetten van de culturele erfenis zoals hun voorouders voor hen dit in het verleden al deden. De in Italië geboren oudste zoon, Yeshi, die bij zijn geboorte werd herkend als de reïncarnatie van Khyentse Rinpoche Chökyi Wangchug: oom en meester van zijn vader, breekt met de traditie van zijn vader. Hij verkiest een carrière in het bedrijfsleven boven het in de voetsporen treden van zijn vader, met wie hij een gecompliceerde relatie heeft. Toch voelt ook Yeshi, naarmate de tijd vordert, de druk om de culturele erfenis van zijn voorouders voort te zetten. Nu zijn vader ouder wordt, besluit Yeshi zijn verantwoordelijkheid te nemen. Jennifer Fox volgt Chögyal Namkhai Norbu Rinpoche en zijn zoon Khyentse Yeshi Namkhai over een tijdspanne van twintig jaar met een handheld camera en legt zo vast hoe vader en zoon zich in de loop der tijd tot elkaar verhouden.

## Nomenclatuur en etymologie
Chögyal wordt als titel het meest geassocieerd met de monarchie van Sikkim en Ladakh in noord India. Echter, Chögyal (of Chos-rGyal) staat in Bhutan ook bekend als de dharmaraja, of koning van dharma en Shabdrung. In deze context wordt de Chögyal erkend als de reïncarnatie (of tulkulijn) vanaf Ngawang Namgyal. Namkhai Norbu werd op de leeftijd van vijf erkend als een emanatie van Ngawang Namgyel en kreeg de titel van Chögyal in deze context. 
Norbu betekent juweel, en Namkhai betekent van de hemel, of uit de ruimte. Een ongebruikelijke Tibetaanse naam die zijn ouders kozen uit blijdschap dat ze na vier dochters eindelijk een zoon kregen wat werd ervaren als een Juweel uit de Hemel. 
Rinpoche uitspraak Rinpotsjee, betekent letterlijk de kostbare en is een Tibetaanse boeddhistische eretitel die wordt gebruikt voor iemand die is erkend als de wedergeboorte van een eerder onderscheiden Dharma beoefenaar, ook wel genoemd Tulku. Het wordt verder ook gebruikt als een eretitel voor de abten van kloosters.